# 安西廸夫
安西 廸夫（あんざい みちお、1929年8月9日 - 1999年5月14日）は、日本の国文学者・国語教育学者。
静岡県沼津市出身。1953年東京文理科大学国文科卒。東京都立高校教諭、東京成徳短期大学教授、上越教育大学教授、上越教育大学附属小学校長、上越教育大学附属図書館長、1995年定年退官、名誉教授、十文字学園女子大学教授。1999年、脳内出血のため死去。

## 著書
- 『文法全解枕草子』旺文社 古典解釈シリーズ 1968
- 『歴史物語の史実と虚構 円融院の周辺』桜楓社 1987
- 『古典(古文)教育の理論と実際』大空社 1995

### 共著
- 『国文法の受験法 重点的総整理』小沢俊郎共著 大原出版 1967
- 『国語教材研究シリーズ 9 古文(散文)編 物語・随筆評論』長尾高明共著 桜楓社 1979
- 『国語教材研究シリーズ 10 古文(韻文)編』長尾高明共編著 桜楓社 1981
- 『国語教材研究資料 中学・高等学校編』湊吉正共編著 桜楓社 1982
- 『子どもが学ぶことばを学ぶ 単元学習の教室から』編著 東洋館出版社 1997

## 参考
- 『歴史物語の史実と虚構 円融院の周辺』著者紹介
- 『人物物故大年表』